# La Bauma de Rovairòlas
La Baume-de-Transit és un municipi francès situat al departament de la Droma i a la regió d'Alvèrnia-Roine-Alps. L'any 2007 tenia 826 habitants.

## Demografia

### Població
El 2007 la població de fet de La Baume-de-Transit era de 826 persones. Hi havia 310 famílies de les quals 92 eren unipersonals (44 homes vivint sols i 48 dones vivint soles), 77 parelles sense fills, 109 parelles amb fills i 32 famílies monoparentals amb fills.
La població ha evolucionat segons el següent gràfic:
Habitants censats

### Habitatges
El 2007 hi havia 394 habitatges, 324 eren l'habitatge principal de la família, 49 eren segones residències i 20 estaven desocupats. 331 eren cases i 60 eren apartaments. Dels 324 habitatges principals, 220 estaven ocupats pels seus propietaris, 87 estaven llogats i ocupats pels llogaters i 17 estaven cedits a títol gratuït; 1 tenia una cambra, 22 en tenien dues, 38 en tenien tres, 93 en tenien quatre i 169 en tenien cinc o més. 224 habitatges disposaven pel capbaix d'una plaça de pàrquing. A 146 habitatges hi havia un automòbil i a 156 n'hi havia dos o més.

### Piràmide de població
La piràmide de població per edats i sexe el 2009 era:
| Homes | Edats   | Dones |
| ----- | ------- | ----- |
| 0     | 95 o +  | 4     |
| 0     | 90 a 94 | 8     |
| 8     | 85 a 89 | 8     |
| 4     | 80 a 84 | 4     |
| 12    | 75 a 79 | 20    |
| 12    | 70 a 74 | 8     |
| 24    | 65 a 69 | 28    |
| 20    | 60 a 64 | 12    |
| 16    | 55 a 59 | 12    |
| 12    | 50 a 54 | 20    |
| 48    | 45 a 49 | 36    |
| 28    | 40 a 44 | 32    |
| 16    | 35 a 39 | 20    |
| 28    | 30 a 34 | 36    |
| 20    | 25 a 29 | 28    |
| 36    | 20 a 24 | 28    |
| 20    | 15 a 19 | 28    |
| 28    | 10 a 14 | 24    |
| 28    | 5 a 9   | 28    |
| 28    | 0 a 4   | 8     |

## Economia
El 2007 la població en edat de treballar era de 492 persones, 376 eren actives i 116 eren inactives. De les 376 persones actives 328 estaven ocupades (179 homes i 149 dones) i 47 estaven aturades (18 homes i 29 dones). De les 116 persones inactives 38 estaven jubilades, 30 estaven estudiant i 48 estaven classificades com a «altres inactius».

### Ingressos
El 2009 a La Baume-de-Transit hi havia 310 unitats fiscals que integraven 770,5 persones, la mediana anual d'ingressos fiscals per persona era de 16.269 €.

### Activitats econòmiques
Dels 40 establiments que hi havia el 2007, 1 era d'una empresa extractiva, 3 d'empreses de fabricació d'altres productes industrials, 6 d'empreses de construcció, 9 d'empreses de comerç i reparació d'automòbils, 1 d'una empresa de transport, 4 d'empreses d'hostatgeria i restauració, 3 d'empreses immobiliàries, 4 d'empreses de serveis, 3 d'entitats de l'administració pública i 6 d'empreses classificades com a «altres activitats de serveis».
Dels 9 establiments de servei als particulars que hi havia el 2009, 1 era una oficina de correu, 1 funerària, 2 tallers de reparació d'automòbils i de material agrícola, 1 fusteria, 2 lampisteries, 1 empresa de construcció i 1 perruqueria.
Els 3 establiments comercials que hi havia el 2009 eren botiges de menys de 120 m².
L'any 2000 a La Baume-de-Transit hi havia 41 explotacions agrícoles que ocupaven un total de 720 hectàrees.

## Equipaments sanitaris i escolars
El 2009 hi havia una escola elemental.

## Poblacions properes
El següent diagrama mostra les poblacions més properes.